# Angelica cryptotaeniifolia
Angelica cryptotaeniifolia är en flockblommig växtart som beskrevs av Masao Kitagawa. Angelica cryptotaeniifolia ingår i släktet kvannar, och familjen flockblommiga växter. Utöver nominatformen finns också underarten A. c. kyushiana.